# Marvalar
Marvalar es un enclave ficticio perteneciente al juego de rol Aventuras en la Marca del Este. Es la capital de Reino Bosque, estado al que pertenece la Marca del Este, principal escenario del juego.

## Descripción
Marvalar es de una ciudad costera ubicada en el sur del continente Valion, entre Mantoverde y el Bosque Real, y bañada por las aguas del Mar del Dragón.
Dispone de un gran palacio fortaleza, desde donde gobierna la reina Vigdis II, regente de Reino Bosque.
En su puerto se amarra la Armada Real, mientras que sus barracones albergan a las tropas del Ejército del Este.

Capital del reino, corte de la reina Vigdis II y sede de la Dieta de las Marcas, órgano consultivo y legislativo supeditado a la autoridad del Trono de Roble, y puerto de mar militar y mercantil, esto y mucho más es Marvalar (Marvalor en la lengua de Elverion). Desde la ciudadela alba, en el centro de la urbe, donde se levantan orgullosas por encima de sus murallas las dos torres majestuosas, Roble y Calavera, este y oeste, construidas con mármol níveo extraído otrora en los desfiladeros de la Mina Vieja, flanqueando el Alcázar de la Calavera, morada del primer Duque de Marvalar, fundador del Reino, hoy palacio fortaleza sede de la casa real, hasta la Dieta de las Marcas, con sus frontispicio columnado impresionante, rematado por un frontón triangular adornado con esculturas representando personajes, dioses y lugares propios de la tradición mítica del reino... Marvalar es una urbe impresionante, rebosante de vida que se desparrama siguiendo el caótico diseño radial de las calles, callejuelas, pasajes, bocacalles, entresijos y avenidas, coronadas por torres, bastiones, templetes y alminares de inspiración visirtaní en los que cuelgan, revolotean y flanean banderines, estandartes, banderolas y banderas arrebatas a los enemigos del Reino, desde las dunas de Visirtán hasta los arrabales de Augelmir, más allá de los páramos. Marvalar bulle con el sórdido barullo de sus arrabales y muelles, donde los marinos de la armada real pelean, juegan, beben y fornican en garitos y tabernáculos de mala muerte. Mientras, en los engalanados bulevares de los barrios acomodados, los soldados del Ejército del Este, comandados por centuriones de brillantes armaduras doradas que vociferan y gesticulan vivamente para disciplinar a la tropa, golpean al marchar el suelo empedrado con sus botas emitiendo un seco sonido acompasado que provoca el terror entre sus enemigos.
Marvalar es el centro del mundo...